# 空気弁
空気弁（くうきべん）とは、水道などの配管内にあって、空気を抜く、または空気を入れる役目を果たす弁である。「空気抜弁」などとも呼ばれる。水と空気の組み合わせが最も一般的であるが、他の液体用配管でも同様である。

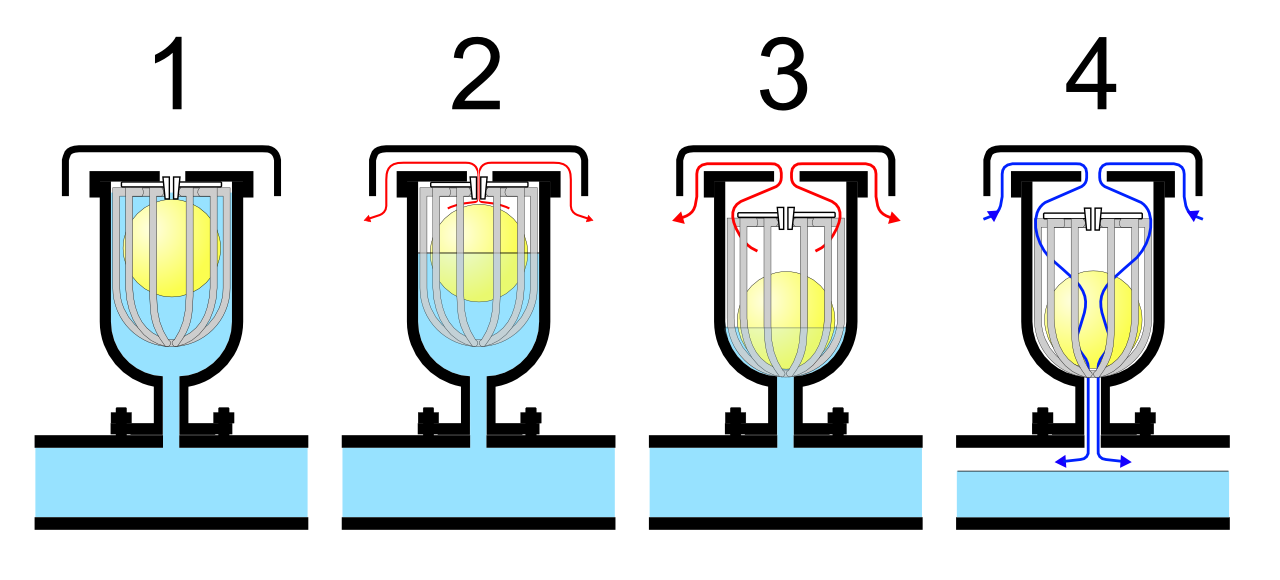
空気弁の仕組み（急速空気弁）
1.通常の状態 2.少量の空気が溜まった場合
3.大量の空気が溜まった場合 4.負圧になった場合

## 機能・仕組み
1つの空気弁で排気と吸気の両方の機能を果たす。
排気
配管内の水に含まれる空気が少量ずつ分離し、やがて管内に溜まると円滑な流通が阻害されるようになる。配管内の凸部として空気弁を設け、この部分から空気を逃がす働きがある。また一旦水が抜かれたり新設された管路内に充水する場合、空気の逃げ道が必要となり、そのための空気の出口となる。通常時は空気弁の内部が水で充たされており、弁座とフロートが密着することで密封されている。空気弁の内部に空気がある程度溜まると、フロートが水に浮きながら水面位置まで下がるため、弁座とフロートの接触が解かれて外部に空気が流出する。空気の流出によって水面が上がるとフロートも上昇し、やがて弁座とフロートが密着することで再び気密が保たれる。空気流出過程のいずれにおいても内部の加圧状態が失われることはない。
吸気
工事等で管路から水を抜くには、どこかから空気を流入させねばならず、そのための空気の入口となる。空気弁の内部が負圧となることで外部から空気が流入する。

## 種類
空気の流量に応じて2種に分類される。
少量
- 単口空気弁

少量と多量の両用
- 双口空気弁
- 急速空気弁

単口空気弁と双口空気弁はすでに日本水道協会の規格から廃止され、急速空気弁のみが用いられている。

## 参考書籍
- 高堂彰二著、『水道の本』、日刊工業新聞社、2011年11月16日初版1刷発行、ISBN 9784526067808